# Ligue de diamant 2010 - 200 m masculin
Navigation
2011
Le 200 mètres masculin de la Ligue de diamant 2010 s'est déroulé du 23 mai au 19 août 2010. La compétition a successivement fait étape à Shanghai, Rome, Eugene, Lausanne, Gateshead et Monaco, la finale se déroulant à Zürich. L'épreuve est remportée par l'Américain Wallace Spearmon malgré sa deuxième place obtenue au classement général derrière son compatriote Walter Dix. En effet, le règlement de la Ligue de diamant impose la présence d'un athlète lors de la finale pour pouvoir recevoir le trophée et les gains réservés au vainqueur. Blessé à la cuisse peu avant le meeting de Zurich, Walter Dix est donc forfait et doit renoncer au titre au profit de Wallace Spearmon.

## Calendrier
| Date            | Meeting                    | Ville     | Pays        |
| --------------- | -------------------------- | --------- | ----------- |
| 23 mai 2010     | Shanghai Golden Grand Prix | Shanghai  | Chine       |
| 10 juin 2010    | Golden Gala                | Rome      | Italie      |
| 3 juillet 2010  | Prefontaine Classic        | Eugene    | États-Unis  |
| 8 juillet 2010  | Athletissima               | Lausanne  | Suisse      |
| 10 juillet 2010 | Meeting de Gateshead       | Gateshead | Royaume-Uni |
| 22 juillet 2010 | Meeting Herculis           | Monaco    | Monaco      |
| 19 août 2010    | Weltklasse Zurich          | Zurich    | Suisse      |

## Faits marquants
Usain Bolt fait son entrée dans la compétition lors du 200 mètres du meeting de Shanghai, trois jours après avoir établi 9 s 86 sur 100 m à Daegu. Le Jamaïcain s'impose largement avec le temps de 19 s 76, devançant de près de six dixièmes de secondes l'Américain Angelo Taylor qui améliore son record personnel. Le 10 juin à Rome, l'Américain Walter Dix signe son entrée dans la compétition par une victoire dans le temps de 19 s 86, reléguant son compatriote Wallace Spearmon a près vingt centièmes de seconde. Dix améliore le record du meeting détenu par son compatriote Michael Johnson et établit la troisième meilleure performance mondiale de l'année derrière les deux meilleurs temps d'Usain Bolt. Walter Dix se distingue trois semaines plus tard en remportant la Prefontaine Classic de Eugene dans le temps de 19 s 72 (+1,8 m/s), échouant à trois centièmes de son record personnel. De retour sur les pistes après une blessure aux adducteurs contractée le 16 mai, l'Américain Tyson Gay se classe deuxième de la course en 19 s 76.
Walter Dix, qui termine en tête du classement général du 200 mètres, ne peut pas participer à la finale de Zurich à cause d'une blessure contractée à la cuisse. Or, le règlement stipule qu'un athlète doit être au départ de la finale de la ligue de diamant pour toucher le trophée et les 40 000 dollars réservés au vainqueur. Wallace Spearmon, deuxième du classement, remporte donc l'épreuve.

## Résultats
| Date | Meeting   | 1er                           | 1er   | 2e                            | 2e    | 3e                               | 3e    |
| --- | --------- | ----------------------------- | ----- | ----------------------------- | ----- | -------------------------------- | ----- |
| 23 mai 2010 | Shanghai  | Usain Bolt 19 s 76            | 4 pts | Angelo Taylor 20 s 34         | 2 pts | Ryan Bailey 20 s 43              | 1 pt  |
| 10 juin 2010 | Rome      | Walter Dix 19 s 86            | 4 pts | Wallace Spearmon 20 s 05      | 2 pts | Paul Hession 20 s 60             | 1 pt  |
| 3 juillet 2010 | Eugene    | Walter Dix 19 s 72            | 4 pts | Tyson Gay 19 s 76             | 2 pts | Ryan Bailey 20 s 17 (PB)         | 1 pt  |
| 8 juillet 2010 | Lausanne  | Walter Dix 19 s 86            | 4 pts | Churandy Martina 20 s 08 (NR) | 2 pts | Xavier Carter 20 s 15 (SB)       | 1 pt  |
| 10 juillet 2010 | Gateshead | Walter Dix 20 s 26            | 4 pts | Wallace Spearmon 20 s 29      | 2 pts | Jaysuma Saidy Ndure 20 s 31 (SB) | 1 pt  |
| 22 juillet 2010 | Monaco    | Tyson Gay 19 s 72             | 4 pts | Yohan Blake 19 s 78 (PB)      | 2 pts | Wallace Spearmon 19 s 93 (SB)    | 1 pt  |
| 19 août 2010 | Zürich    | Wallace Spearmon 19 s 79 (SB) | 8 pts | Yohan Blake 19 s 86           | 4 pts | Ryan Bailey 20 s 10 (PB)         | 2 pts |
| Records et Performances - AR : Record continental (area record) - CR : Record des championnats (championship record) - MR : Record du meeting (meet record) - NR : Record national (national record) - OR : Record olympique (olympic record) - PR : Record paralympique (paralympic record) - PB : Record personnel (personal best) - SB : Meilleure performance personnelle de la saison (season's best) - WL : Meilleure performance mondiale de l'année (world leader) - WJR : Record du monde junior (world junior record) - WR : Record du monde (world record) Circonstances et Conditions - DNF : N'a pas terminé (did not finish) - DNS : N'a pas pris le départ (did not start) - DQ : Disqualification (disqualification) - NM : Aucun essai valable enregistré (No Mark) - Q : Qualifié « directement » au prochain tour (ou à la prochaine compétition), lors d'une compétition majeure, grâce au classement ou à la réalisation des minima (automatic qualifier) - q : Qualifié au prochain tour (ou à la prochaine compétition), lors d'une compétition majeure, grâce au repêchage ou à la réalisation de l'une des meilleures performances parmi celles des « non qualifiés directement » (grâce au meilleur temps ou à la meilleure distance par exemple) (secondary qualifier) |           |                               |       |                               |       |                                  |       |

## Classement général
| Rang | Athlète                                        | Points |
| ---- | ---------------------------------------------- | ------ |
| 1    | Walter Dix                                     | 16     |
| 2    | Wallace Spearmon                               | 13     |
| 3    | Yohan Blake                                    | 6      |
| 4    | Ryan Bailey Usain Bolt                         | 4      |
| 6    | Tyson Gay Churandy Martina Angelo Taylor       | 2      |
| 9    | Paul Hession Xavier Carter Jaysuma Saidy Ndure | 1      |